# Pablo Fontanello
Pablo Ezequiel Fontanello (Lincoln, 26 settembre 1984) è un calciatore argentino, difensore svincolato.

## Carriera
Fontanello ha iniziato la carriera nel 2003 con la maglia del Dep. Español. Nel 2006 si è trasferito al Tigre che l'anno seguente l'ha ceduto in prestito in Cile al Santiago Wanderers. Dopo essere ritornato al Tigre alla scadenza del prestito vi è rimasto fino al 2009, quando è stato acquistato dal Parma per 3.520.000 euro. Nel gennaio 2010 Fontanello è ritornato al Tigre in prestito gratuito sino a giugno e successivamente il Parma lo ha nuovamente prestato in Argentina, al Gimnasia (LP). Il 29 agosto 2011 viene ceduto nuovamente in prestito, questa volta al Čornomorec' per poi essere acquistato, dalla stessa formazione ucraina, a titolo definitivo. Il 1º aprile 2014, passa ufficialmente ai norvegesi dello Stabæk, ma il 30 giugno successivo rescinde il contratto per firmare un biennale con i russi dell'Ural, con opzione per il terzo anno. Il 7 marzo 2017 ha firmato per i kazaki dell'Ordabasy.